# مودروویتسه

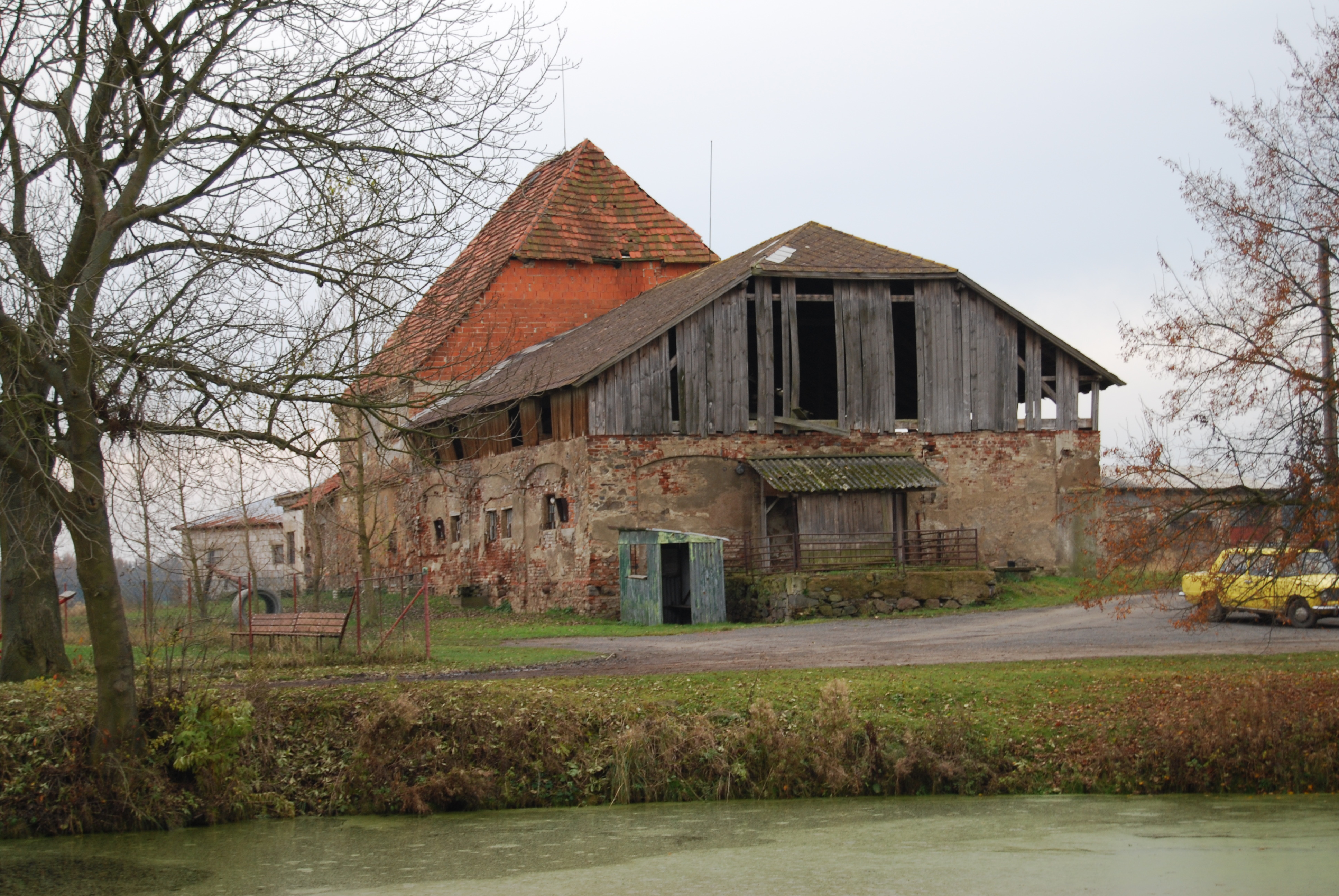
منطقه مسکونی

مودروویتسه (به چکی: Modřovice) یک منطقهٔ مسکونی در جمهوری چک است که در ناحیه پریبرام واقع شده‌است.